# シンシア 〜介助犬誕生ものがたり〜
『シンシア 〜介助犬誕生ものがたり〜』（シンシア かいじょけんたんじょうものがたり）は、2003年5月5日に毎日放送にて関西ローカルで放送されたテレビドラマ。実話に基づいたフィクションドラマ。原作は毎日新聞社の『介助犬シンシア』。2003年の「日本民間放送連盟賞」ドラマ部門の優秀賞、「アジアテレビ賞」単発ドラマ部門の最優秀賞に選ばれた。また、2004年の「上海テレビ祭」のドラマ部門で入賞、「モンテカルロテレビ祭」のテレビフィルム部門では、最優秀賞候補にノミネートされた。

## 主なキャスト・登場人物
木村美智子：富田靖子　※ナレーションも兼任。
主人公。臨床検査技師の仕事を持つキャリアウーマン。佳友とは恋愛の末に結婚したが、クリスマスの日に佳友がオートバイの転倒事故で、頸髄を損傷。胸から下が動かせなくなってしまう。周囲の反対を押し切り、別れずに佳友を励ます。「犬を飼おう」と言い出したのも美智子だった。
木村佳友：金山一彦
大学の工学部を卒業して、エンジニアとして働いていたが、クリスマスの朝のオートバイ事故で人生が変わる。しかし、持ち前の負けん気で１年半の闘病リハビリにより、コンピュータープログラマとして在宅勤務ができるまでに。シンシアをブリーダーの家で見初めるが、成長したシンシアには手を焼く。
シンシア：アベアリーゼ（ワンちゃんのしつけ教室のシーン：たみ）
ラブラドール・レトリバーの女の子。木村夫妻の愛犬となった後、東京の介助犬育成団体で訓練を受ける。合同訓練が始まった頃は、佳友の言うことを聞かなかったが、徐々に信頼関係が生まれ介助犬として認定される。
矢澤知枝：中山エミリ
介助犬トレーナー。シンシアの介助犬としての素質を一目で見抜く。シンシアを預かり訓練。合同訓練では、佳友を根気よく励まして、シンシアとの友情を取り持つ。
山田里美：高田聖子
美智子の同僚で親友。アメリカで働きたいという希望を持っていた美智子のために、佳友に「別れてあげて欲しい」と切り出す。
大塚真友子：明石泰葉
木村夫妻の近くに住む９歳の女の子。柴犬を飼っている。シンシアに手を焼く佳友に、「努力が足りひんのと違う」という。その言葉は佳友の心に響く。
医師：及川以蔵
佳友がオートバイ事故後に救急搬送された病院の主治医。美智子に、佳友が頸髄を損傷しており、一生車椅子生活になることを告げる。
ブリーダー：一木美貴子
美智子が犬を飼うことに決め、夫婦で柴犬を求めて訪ねたブリーダー。「ラブラドールは活発で、身体の不自由な人には勧められない」と木村夫妻に忠告。
車イスの男：笑福亭松之助
佳友が入院していた病室の隣りの部屋に入院していた男。車の事故で長く車椅子生活をしている。リハビリに向かう気にもなれない佳友に、「早よ、一人前の障がい者にならなあかん」という。その一言が佳友を猛然とリハビリに向かわせる。

## スタッフ
- 製作著作：毎日放送
- 原作：「介助犬シンシア」木村佳友と毎日新聞阪神支局取材班（毎日新聞社）
- 脚本：清水有生
- プロデューサー：日高英雄
- 演出：竹園元
- エンディング曲：あなたの風になりたい（歌：紙ふうせん）

## 関連作品
- 写真絵本『ありがとうシンシア』（講談社）
- 単行本『介助犬シンシア』（毎日新聞社）
- 文庫本『介助犬シンシア』（新潮文庫）
- 小冊子『介助犬シンシア』（文溪堂：てのひら文庫小学3年）
- 単行本『介助犬シンシアの物語』（大和書房）
- ＣＭ『介護保険・シンシア編』（住友生命）
- 英語教科書『三省堂　ニュークラウン』中1用（2002年度改訂版…2005年度まで採用）Lesson8 "They Are Partners"
- 英語教科書『桐原書店 WORLD TREK』高1用（2003年度改訂版…2006年度まで採用）Lesson5 "Life with a Service Dog"
- 社会教科書『日本文教出版　公民的分野』中学用（2012年度改訂版）